# راسيل سميث (سياسي)
راسيل سميث (بالإنجليزية: Russell Smith)‏ هو سياسي أسترالي، ولد في 22 نوفمبر 1946. انتخب عضو الجمعية التشريعية نيو ساوث ويلز.